# Radicaal 137
Radicaal 137 is een van de 29 van de 214 Kangxi-radicalen dat bestaat uit zes strepen.
In het Kangxi-woordenboek zijn er 197 karakters die dit radicaal gebruiken.

## Karakters met het radicaal 137

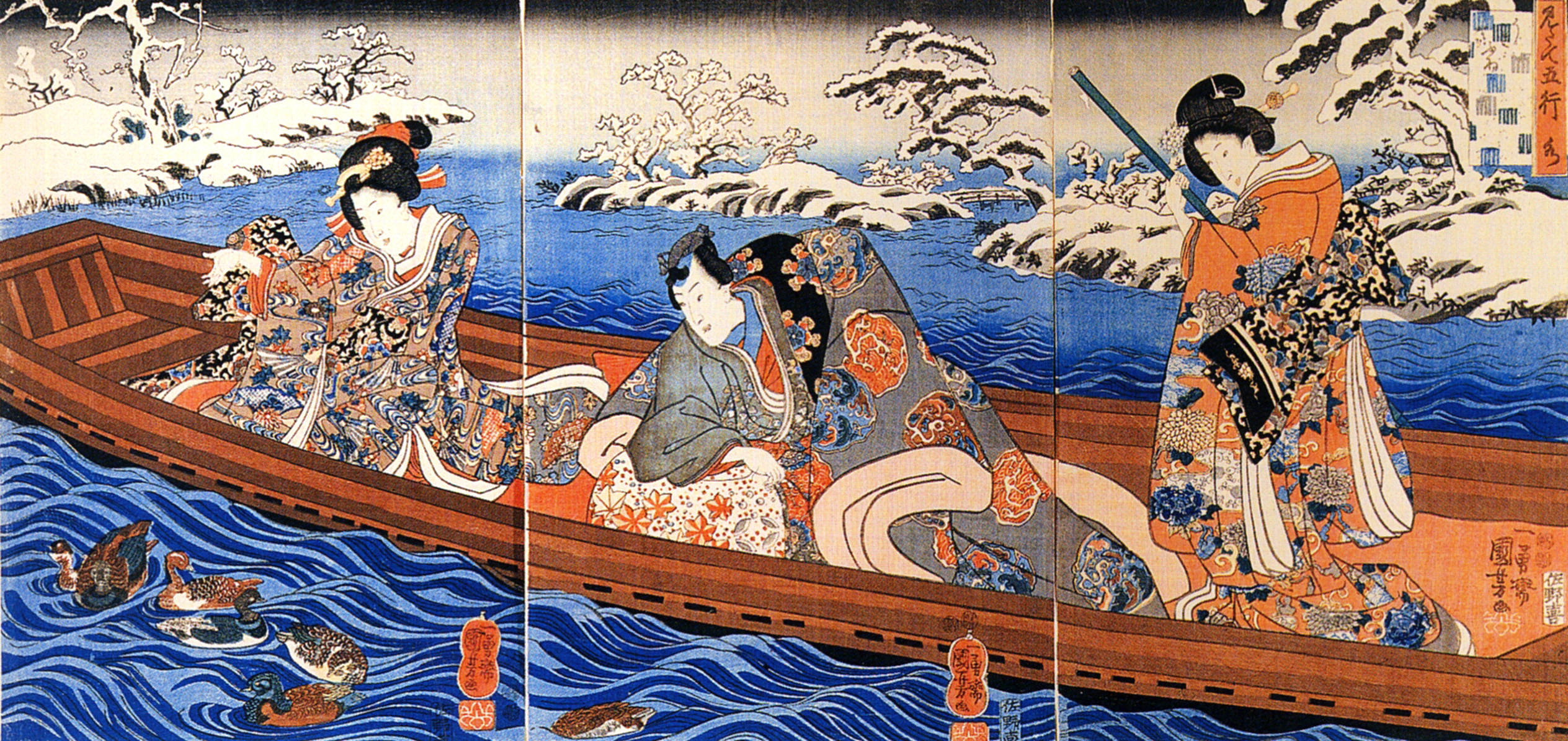
Japanse vrouwen op een boot.

| Strepen | Karakter                               |
| ------- | -------------------------------------- |
| + 0     | 舟                                     |
| + 2     | 舠                                     |
| + 3     | 舡 舢 舣 舤                            |
| + 4     | 舥 舦 舧 舨 舩 航 舫 般 舭 舮 舯 舰 舱 |
| + 5     | 舲 舳 舴 舵 舶 舷 舸 船 舺 舻          |
| + 6     | 舼 舽 舾 舿                            |
| + 7     | 艀 艁 艂 艃 艄 艅 艆 艇 艈 艉          |
| + 8     | 艊 艋 艌 艍                            |
| + 9     | 艎 艏 艐 艑 艒 艓 艔                   |
| + 10    | 艕 艖 艗 艘 艙                         |
| + 11    | 艚 艛 艜 艝                            |
| + 12    | 艞 艟 艠                               |
| + 13    | 艡 艢 艣 艤 艥                         |
| + 14    | 艦 艧 艨 艩                            |
| + 15    | 艪                                     |
| + 16    | 艫                                     |
| + 17    | 艬                                     |
| + 18    | 艭                                     |

Orakelbotkarakter
Bronskarakter
Groot zegelkarakter
Klein zegelkarakter